# FC Istres
FC Istres Ouest Provence är en fransk fotbollsklubb från Istres. År 2004 nådde klubben Ligue 1 men kom sist och blev nedflyttade till Ligue 2. Hemmamatcherna spelas på Stade Parsemain.